# Suedi
Suedi är en svensk komedifilm från 2021 i regi av Manuel Concha efter ett manus av Manuel Concha. Producent Claudia Galli, Manuel Concha och Daniel Wagner.

## Handling
Mahmut, en helt vanlig kille från en förort till Stockholm, hittar en dag en väska i skogen som innehåller 90 miljoner kronor i snart ogiltiga sedlar. Mahmut delar pengarna som sina två polare som han hittade pengarna med och bestämmer sig för att bli svensk, en riktig suedi.

## Rollista (i urval)
- Kardo Razzazi – Mahmut / Sebastian
- Agnes Lindström Bolmgren – Isabelle
- Suzanne Reuter – Birgitta, Isabelles mor
- Johan Ulveson – Lars, Isabelles far
- Ann Petrén – Yvonne
- Orhan Bicen – Tan
- Danny Saucedo –
- Susanne Thorson –
- Göran Ragnerstam –
- Claudia Galli Concha – Erika
- Christian Hillborg – Ludvig
- Anders Jansson – Eiríkur
- Filip Berg – Joachim
- Claes Månsson –
- Richard Ulfsäter – Lukas Urwitzler

## Mottagande
Filmen fick ett ljummet mottagande från kritiker som för det mesta gav filmen treor vilket landade filmen på ett snitt på 2,56 enligt Svensk filmdatabas och 2,8 på kritiker.se.
En månad efter att filmen haft premiär på Viaplay hade filmen setts av över en miljon tittare.

## Utmärkelser
Suedi nominerades till en Guldbagge för bästa manus 2021.